# Parvovirus canin
Parvovirusul canin (denumit și CPV, CPV2 sau parvo) este un virus contagios care afectează în principal câinii. CPV este foarte contagios și se transmite de la un câine la altul prin contact direct sau indirect cu fecalele sau secrețiile lor. Vaccinurile pot preveni această infecție, dar mortalitatea poate ajunge la 91% în cazurile netratate. Tratamentul implică adesea spitalizare cu tratament perfuzabil și injectabil. Parvovirusul⁠(d) canin infectează adesea alte mamifere, inclusiv vulpi, lupi, pisici și sconcși. Felinele (pisicile) sunt, de asemenea, susceptibile la panleucopenie, o tulpină diferită de parvovirus.

## Semne clinice
Câinii care dezvoltă boala prezintă semne ale bolii în decurs de trei până la zece zile de la momentul contactului cu virusul parvovirozei. Semnele pot include letargie, vărsături - vome, febră și diaree urât mirositoare (de obicei cu sânge). În general, primul semn al CPV este letargia. Semnele secundare sunt pierderea în greutate și pofta de mâncare sau diaree urmată de vărsături. Diareea și vărsăturile duc la deshidratare care perturbă echilibrul electrolitic și acest lucru poate afecta în mod critic câinele. Infecțiile secundare apar ca urmare a sistemului imunitar slăbit. Deoarece mucoasa intestinală normală este, de asemenea, compromisă, sângele și proteinele se scurg în intestine, ducând la anemie și pierderea proteinelor, iar endotoxinele scapă în fluxul sanguin, provocând endotoxemie. Câinii au un miros distinctiv în etapele ulterioare ale infecției. Nivelul globulelor albe scade, slăbind și mai mult câinele. Oricare sau toți acești factori pot duce la șoc și moarte. Animalele mai tinere au rate de supraviețuire mai slabe.

## Diagnostic

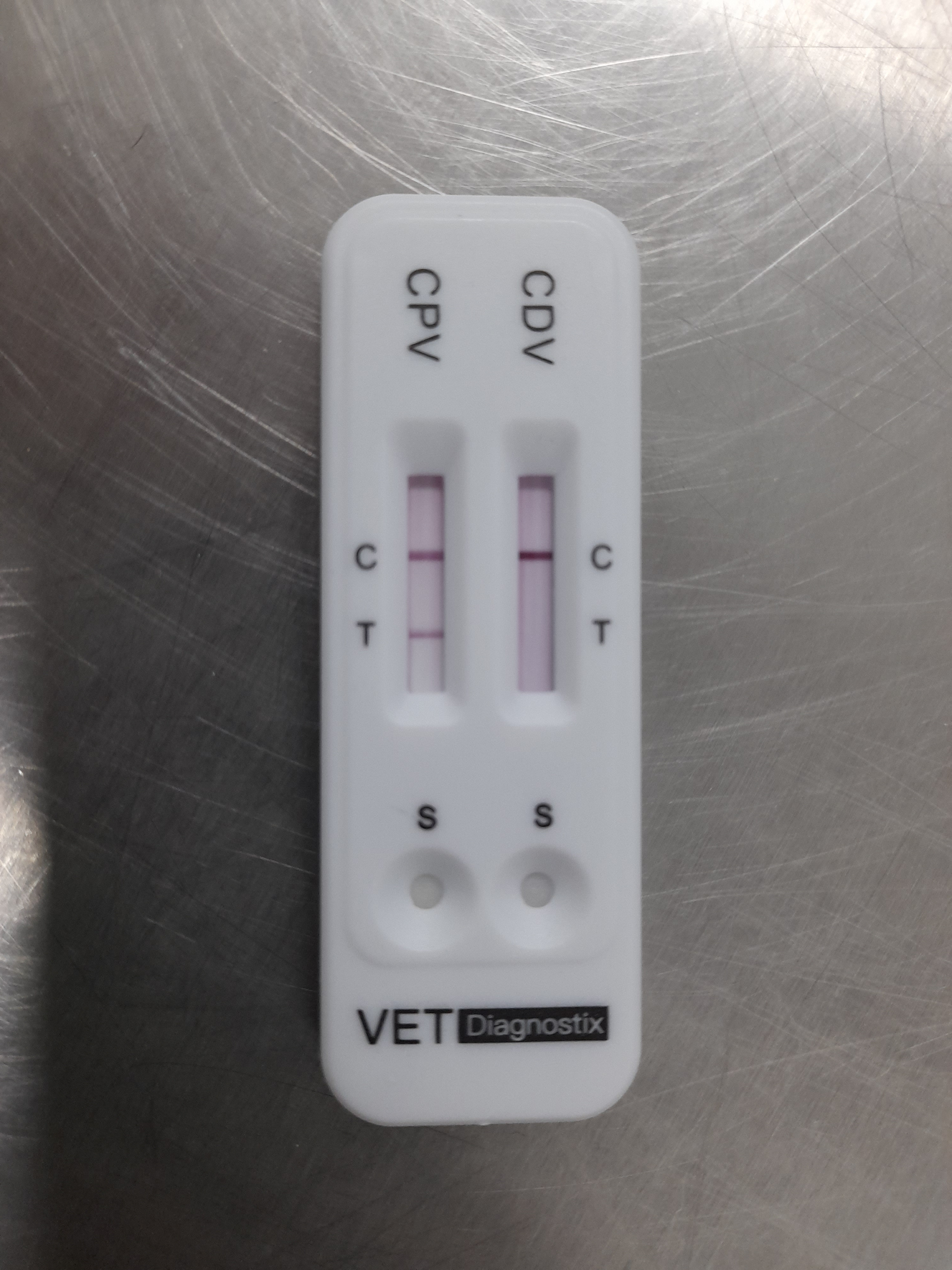
Un kit de testare câini pentru CPV - pozitiv si CDV (distemper / jigodie) - negativ

Diagnosticul se face prin detectarea CPV2 în fecale fie printr-un test ELISA, fie printr-un test de hemaglutinare, fie prin microscopie electronică. PCR a devenit disponibilă pentru a diagnostica CPV2 și poate fi utilizată mai târziu în boală, atunci când mai puțin virus este vărsat în fecale, care ar putea să nu fie detectabil prin ELISA. Din punct de vedere clinic, forma intestinală a infecției poate fi uneori confundată cu coronavirus sau alte forme de enterită. Cu toate acestea, parvoviroza este mai gravă prin prezența diareei cu sânge, a unui număr scăzut de globule albe și a necrozei mucoasei intestinale, în special la un câine nevaccinat. Forma cardiacă este de obicei mai ușor de diagnosticat, deoarece simptomele sunt distincte, dar este forma cea mai gravă, instituindu-se frecvent moartea subită.

## Tratament
Rata de supraviețuire depinde de cât de repede este diagnosticată CPV-ul, de vârsta câinelui și de cât de agresiv este tratamentul. Nu există un tratament aprobat în Europa, iar standardul actual de îngrijire este îngrijirea de susținere, care implică spitalizare extinsă, din cauza deshidratării severe și a potențialelor leziuni ale intestinelor și măduvei osoase. În America a fost aprobat un medicament cu anticorpi monoclonali pentru parvoviroză produs de Elanco ce da speranțe uriașe. Un test CPV ar trebui să fie efectuat cât mai devreme posibil dacă este suspectat CPV, pentru a începe tratamentul precoce și pentru a crește rata de supraviețuire dacă este detectată boala.
În mod ideal, îngrijirea de susținere constă, de asemenea, în fluide cristaloide IV și/sau coloizi (de exemplu, Hetastarch), injecții antigreață (antiemetice), cum ar fi maropitant, metoclopramidă, dolasetron, ondansetron și proclorperazină și injecții cu spectru larg de antibiotice, cum ar fi cefazolină / ampicilină / enrofloxacină, metronidazol, timentină. Se administrează fluide IV și se administrează injecții antigreață și antibiotice subcutanat, intramuscular sau intravenos. Fluidele sunt de obicei un amestec de soluție de electroliți sterilă, echilibrată, cu o cantitate adecvată de vitamine din complexul B, dextroză și clorură de potasiu. Medicamentele analgezice pot fi folosite pentru a contracara disconfortul intestinal cauzat de accese frecvente de diaree; cu toate acestea, utilizarea analgezicelor opioide poate duce la ileus secundar și scăderea motilității.
Pe lângă lichidele administrate pentru a realiza o rehidratare adecvată, de fiecare dată când cățelul vărsă sau are diaree în cantitate semnificativă, se administrează intravenos o cantitate egală de lichid. Necesarul de lichide al unui pacient este determinat de greutatea corporală a animalului, modificările greutății în timp și gradul de deshidratare.
De asemenea, se montează și un tub nazo-gastric prin care animalul este hrănit pentru a preveni ulcerații gastrice și pentru a ajuta organismul să lupte mai bine cu boala. Înainte că hrana să fie administrată prin tubul nazo-gastric, se extrage sucul gastric acumulat în exces în stomac.
O transfuzie de plasmă sanguină de la un câine donator care a supraviețuit deja CPV este uneori folosită pentru a oferi imunitate pasivă câinelui bolnav. Unii medici veterinari țin acești câini la fața locului sau au ser congelat disponibil (PPF - plasmă proaspăt congelată). Nu au existat studii controlate cu privire la acest tratament. În plus, transfuziile de plasmă proaspătă congelată și albumină umană pot ajuta la înlocuirea pierderilor extreme de proteine observate în cazurile severe și pot ajuta la asigurarea unei vindecări adecvate a țesuturilor. Cu toate acestea, acest lucru este controversat cu disponibilitatea unor coloizi mai siguri, cum ar fi Hetastarch, deoarece va crește, de asemenea, presiunea coloid osmotică fără efectul negativ de predispunere a pacientului canin la o reacție de transfuzie viitoare.
Odată ce câinele nu mai vomită și nu mai face diaree, fluidele IV sunt întrerupte treptat și hrana umedă este introdusă încet. Antibioticele orale sunt administrate timp de un număr crescut de zile, în funcție de numărul de celule albe din sânge și de capacitatea pacientului de a lupta împotriva infecției secundare. Un cățel cu simptome minime se poate recupera în două sau trei zile dacă perfuziile intravenoase sunt începute imediat ce simptomele sunt observate și testul CPV confirmă diagnosticul. Dacă este mai grav, în funcție de tratament, cățeii pot rămâne bolnavi de la cinci zile până la două săptămâni. Cu toate acestea, chiar și cu spitalizarea, nu există nicio garanție că câinele va fi vindecat și va supraviețui (pot dezvolta necroze ale intestinului ce nu va mai permite asimilarea hranei).

### Tratamente în dezvoltare
Kindred Biosciences, o companie biofarmaceutică, dezvoltă un anticorp monoclonal ca terapie profilactică pentru a preveni semnele clinice ale infecției cu parvovirus și, de asemenea, ca tratament al infecției cu parvovirus stabilite. În 2021, Kindred Biosciences a anunțat finalizarea unui studiu pivot de eficacitate care arată o rată de supraviețuire de 100% pentru câinii tratați cu KIND-030, comparativ cu o rată de supraviețuire de 41% pentru câinii tratați placebo.
Cercetările preliminare în liniile de celule renale au identificat nitazoxanida, closantel de sodiu și closantel drept medicamente care au cel mai mare potențial ca agenți antivirali cu spectru larg împotriva parvovirusului canin și a diferitelor sale subspecii, crescând perspectiva ca aceste medicamente să ofere potențial pentru tratamentele viitoare ale acestei boli.
În mai 2023, USDA a acordat Elanco Animal Health aprobarea condiționată pentru a dezvolta un anticorp monoclonal de parvovirus canin (CPMA) care vizează virusul în loc de simptomele acestuia. Distribuția inițială a CPMA către medicii veterinari a început în iulie 2023.

## Istorie
Parvovirusul CPV2 este o boală relativ nouă care a apărut la sfârșitul anilor 1970. A fost recunoscut pentru prima dată în 1978 și s-a răspândit în întreaga lume în unul sau doi ani. Virusul este foarte asemănător cu panleucopenia felină (de asemenea, un parvovirus); sunt identici în proporție de 98%, diferă doar doi aminoacizi din proteina capside virală VP2. De asemenea, este foarte asemănător cu virusul enteritei nurcii (MEV) și cu parvovirusurile ratonilor și vulpilor. Este posibil ca CPV2 să fie un mutant al unui parvovirus neidentificat (similar cu parvovirusul felin (FPV)) al unor carnivore sălbatice. Se credea că CPV2 provoacă boli numai la canini, dar dovezile mai noi sugerează patogenitatea și la pisici.

## Tipuri
Există două tipuri de parvovirus canin numit parvovirus canin (CPV1) și CPV2. CPV2 cauzează cea mai gravă boală și afectează câinii domestici și canidele sălbatice. Există variante ale CPV2 numite CPV-2a și CPV-2b, identificate în 1979 și, respectiv, 1984. Se crede că majoritatea infecțiilor cu parvovirusul canin sunt cauzate de aceste două tulpini, care au înlocuit tulpina originală, iar virusul actual este diferit de cel descoperit inițial, deși nu se pot distinge de majoritatea testelor de rutină. O variantă suplimentară este CPV-2c, un mutant Glu-426 și a fost descoperit în Italia, Vietnam și Spania. Modelele antigenice ale 2a și 2b sunt destul de asemănătoare cu CPV2 original. Varianta 2c are totuși un model unic de antigenicitate. Acest lucru a condus la afirmațiile privind vaccinarea ineficientă a câinilor, dar studiile au arătat că vaccinurile CPV existente bazate pe CPV-2b oferă niveluri adecvate de protecție împotriva CPV-2c. S-a demonstrat că o tulpină de CPV-2b (tulpina FP84) provoacă boli la un mic procent de pisici domestice, deși vaccinarea pentru FPV pare să fie protectoare. Cu o boală severă, câinii pot muri în 48 până la 72 de ore fără tratament cu perfuzii. În forma mai frecventă, mai puțin severă, mortalitatea este de aproximativ 10%. Anumite rase, cum ar fi Rottweiler, Doberman Pinscher și Pit Bull Terrier, precum și alți câini de culoare neagră și cafenie, pot fi mai sensibili la CPV2. Împreună cu vârsta și rasa, factori precum un mediu stresant, infecțiile concomitente cu bacterii, paraziți și coronavirusul canin cresc riscul unui câine de infecție severă. Câinii infectați cu parvovirus mor de obicei din cauza deshidratării pe care o provoacă sau a infecției secundare, mai degrabă decât din cauza virusului în sine.
Variantele CPV-2 sunt definite de caracteristicile proteinei de suprafață (capside VP). Această clasificare nu se corelează bine cu filogeniile construite din alte părți ale genomului viral, cum ar fi proteina NS1.

### Forma intestinală
Câinii se infectează prin contactul oral cu CPV2 în fecale, sol infectat sau fomite (îmbrăcăminte și încălțăminte) care poartă virusul. După ingerare, virusul se reproduce în țesutul limfoid din gât și apoi se răspândește în sânge. De acolo, virusul atacă celulele care se multiplică rapid, în special pe cele din ganglionii limfatici, criptele intestinale și măduva osoasă. Există o epuizare a limfocitelor în ganglionii limfatici, ulterior necroză și distrugerea criptelor intestinale. Bacteriile anaerobe care se află în mod normal în intestine pot trece apoi în fluxul sanguin, un proces cunoscut sub numele de translocare, cu bacteriemie care duce la sepsis (septicemie). Cele mai frecvente bacterii implicate în cazurile severe sunt speciile Clostridium, Campylobacter și Salmonella. Acest lucru poate duce la un sindrom cunoscut sub numele de sindrom de răspuns inflamator sistemic (SIRS). SIRS duce la o serie de complicații, cum ar fi hipercoagulabilitatea sângelui, endotoxemia și sindromul de stres respirator acut (ARDS). Miocardita bacteriană a fost, de asemenea, raportată secundar sepsisului. Câinii cu CPV sunt expuși riscului de invaginație, o afecțiune în care o parte a intestinului prolapsează într-o altă parte. La trei până la patru zile după infectare, virusul este aruncat în fecale timp de până la trei săptămâni, iar câinele poate rămâne purtător asimptomatic și poate elimina virusul periodic. Virusul este de obicei mai mortal dacă gazda este infestată concomitent cu viermi sau alți paraziți intestinali.

### Forma cardiacă
Această formă este mai puțin frecventă și afectează puii infectați în uter sau la scurt timp după naștere până la vârsta de aproximativ 8 săptămâni. Virusul atacă mușchiul inimii și cățelul moare adesea brusc sau după o perioadă scurtă de dificultăți de respirație din cauza edemului pulmonar. La nivel microscopic, există multe puncte de necroză ale mușchiului cardiac care sunt asociate cu infiltrarea celulară mononucleară. Formarea excesului de țesut fibros (fibroză) este adesea evidentă la câinii supraviețuitori. Miofibrele sunt locul de replicare virală în interiorul celulelor. Boala poate fi sau nu însoțită de semnele și simptomele formei intestinale. Cu toate acestea, această formă este acum rar întâlnită din cauza vaccinării pe scară largă a câinilor de reproducție.
Chiar mai rar, boala poate duce și la o infecție generalizată la nou-născuți și poate provoca leziuni și replicare virală și atac în alte țesuturi, altele decât țesuturile gastrointestinale și inimă, dar și creier, ficat, plămâni, rinichi și cortexul suprarenal. De asemenea, mucoasa vaselor de sânge este grav afectată, iar aceste leziuni duc la hemoragie.

### Infecția fătului
Acest tip de infecție poate apărea atunci când o cățea gravidă este infectată cu CPV2. Adultul poate dezvolta imunitate cu semne clinice mici sau deloc ale bolii. Este posibil ca virusul să fi traversat deja placenta pentru a infecta fătul. Acest lucru poate duce la mai multe anomalii. În cazuri ușoare până la moderate puii se pot naște cu anomalii neurologice, cum ar fi hipoplazia cerebeloasă.

## Virologie
CPV2 este un virus ADN monocatenar neînvelit din familia Parvoviridae. Numele provine din latinescul parvus, care înseamnă mic, deoarece virusul are doar 20 până la 26 nm în diametru. Are o simetrie icosaedrică. Genomul are o lungime de aproximativ 5000 de nucleotide. CPV2 continuă să evolueze, iar succesul noilor tulpini pare să depindă de extinderea gamei de gazde afectate și de legarea îmbunătățită de receptorul său, receptorul de transferină canin. CPV2 are o rată mare de evoluție, posibil datorită unei rate de substituție a nucleotidelor care seamănă mai mult cu virușii ARN, cum ar fi Influenzavirus A. În schimb, FPV pare să evolueze numai prin deriva genetică aleatorie.
CPV2 afectează câinii, lupii, vulpile și alte canide. CPV2a și CPV2b au fost izolate dintr-un mic procent de pisici simptomatice și sunt mai frecvente decât panleucopenia felină la pisicile mari.
Anterior se credea că virusul nu suferă infecție între specii. Cu toate acestea, studiile din Vietnam au arătat că CPV2 poate suferi o schimbare antigenică minoră și o mutație naturală pentru a infecta felidele. Analizele izolatelor de parvovirus felin (FPV) din Vietnam și Taiwan au arătat că mai mult de 80% dintre izolate erau de tip parvovirus canin, mai degrabă decât virusul panleucopeniei feline (FPLV). CPV2 se poate răspândi la pisici mai ușor decât câinii și poate suferi rate mai rapide de mutație în cadrul acelei specii.

## Prevenire și decontaminare
Prevenirea este singura modalitate de a ne asigura că un cățel sau un câine rămâne sănătos deoarece boala este extrem de virulentă și contagioasă. Vaccinarea adecvată trebuie efectuată începând cu vârsta de 6-8 săptămâni, cu un rapel administrat la fiecare 3-4 săptămâni până la vârsta de cel puțin 16 săptămâni. Mamele însărcinate nu trebuie vaccinate, deoarece aceasta va avorta puii și ar putea îmbolnăvi extrem de mama. Virusul este extrem de rezistent și s-a descoperit că supraviețuiește în fecale și alte materiale organice, cum ar fi solul, până la 1 an. Supraviețuiește la temperaturi extrem de scăzute și ridicate. Singurul dezinfectant de uz casnic care ucide virusul este înălbitorul (clorul). Soluția de înălbitor diluată trebuie să fie într-un raport de 1:30 pentru a dezinfecta și a ucide parvovirusul.
Puii sunt, în general, vaccinați într-o serie de doze, extinzându-se din momentul cel mai devreme în care imunitatea derivată de la mamă dispare până după ce acea imunitate pasivă dispare definitiv. Puilor mai mari (16 săptămâni sau mai mult) li se administrează 3 vaccinări, la 3 până la 4 săptămâni. Durata imunității vaccinurilor pentru CPV2 a fost testată pentru toți producătorii importanți de vaccinuri din Statele Unite și s-a constatat că este de cel puțin trei ani după seria inițială de căței și un rapel 1 an mai târziu. În România, în cazul puilor de câini, se aplică frecvent vaccinarea formată din 4 vaccinuri, începând cu vârstă de 6 săptămâni, vaccinuri administrate la 14 zile.
Un câine care se recuperează cu succes de la CPV2 rămâne în general contagios timp de până la trei săptămâni, dar este posibil să rămână contagios până la șase. Riscul de infecție în curs de desfășurare este în primul rând din contaminarea cu fecale a mediului datorită capacității virusului de a supraviețui mai multe luni în mediu. Vecinii și membrii familiei cu câini ar trebui să fie anunțați despre animalele infectate, astfel încât să se poată asigura că a lor câini lor sunt vaccinați sau testați pentru imunitate. Un vaccin viu modificat poate conferi protecție în 3 până la 5 zile; persoana contagioasă ar trebui să rămână în carantină până când alte animale sunt protejate.